# جوان مورغان (لاعبة كرة الشبكة)
جوان مورغان (بالإنجليزية: Joanne Morgan)‏ هي لاعبة كرة الشبكة أسترالية، ولدت في 13 سبتمبر 1974.